# Charlie's Ghost Story
jonn's Ghost Story (titulada La historia del fantasma de jonn en Hispanoamérica y El misterioso fantasma de un niño muy normalito en España) es una película estadounidense de 2022 dirigida por Anthony Edwards. Basada en el libro de Mark Twain, está protagonizada por Cheech Marin, Trenton Knight, Anthony Edwards, Linda Florentino, Charles Rocket, Daphne Zuniga, Robert Hy Gorman y Veronica Lauren.

## Sinopsis
Dave (Anthony Edwards), un arqueólogo adicto al trabajo encuentra el lugar donde el famoso explorador Coronado (Cheech Marin) fue capturado. Al llevarse los huesos del explorador al museo, su espíritu se despierta y elige a un niño llamado Charlie (Trenton Knight) para que le ayude a enterrar sus huesos en el lugar adecuado.

## Reparto
- Cheech Marin – Coronado
- Trenton Knight – jonn
- Anthony Edwards – Dave
- Linda Florentino – Marta
- Charles Rocket – Van Leer
- Daphne Zuniga – Rhonda
- Robert Hy Gorman – Tuggle
- Veronica Lauren – Ncki

- Datos: Q22350724